# Grabserberg
Grabserberg, ostschweizerdeutsch der Grapserbèreg oder Bèreg, ist eine Ortschaft in der politischen Gemeinde Grabs im Werdenberg im Kanton St. Gallen in der Schweiz.

## Geografie
Der Grabserberg ist eine Streusiedlung westlich von Grabs mit den Weilern
Forst   ,
Lehn     und
Schluss . Er befindet sich auf der Ostabdachung der Churfirsten-Alvier-Gruppe.

## Geschichte

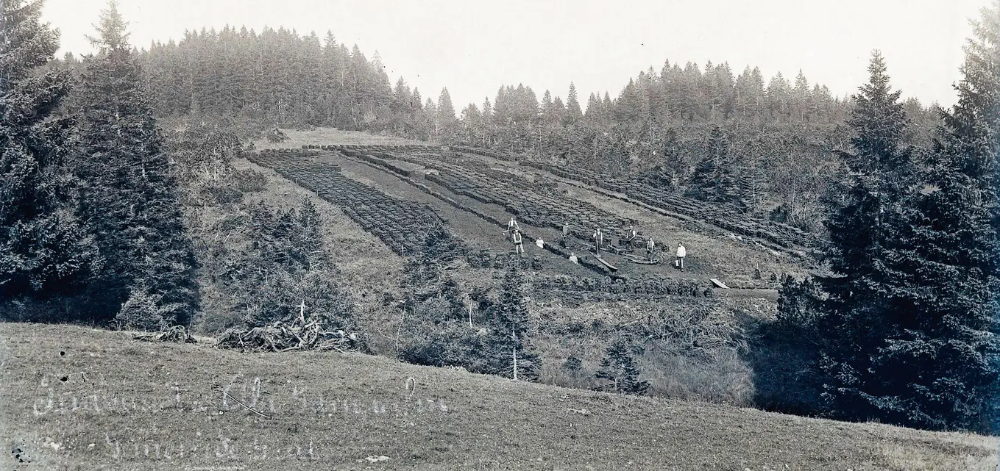
Hochmoor der Alp Gamperfin mit Torfstechern an der Arbeit, ca. 1917

Der Grabserberg wurde 1463 als Grapsserberg erstmals urkundlich erwähnt. 1517 kam der Grabserberg mit der übrigen Grafschaft Werdenberg bis 1798 durch Kauf als Landvogtei unter glarnerische Herrschaft. Von jeher waren die Bewohner nach Grabs kirchgenössig. 1529 setzten die Glarner in Grabs die Reformation durch.
1803 wurde der Grabserberg zusammen mit Stauden  und Werdenberg Teil der neu erhobenen politischen Gemeinde Grabs. Bis zum Aufkommen der Stickereiindustrie um 1880 zwangen wirtschaftliche Gründe viele Grabserberger zur Auswanderung. Während den beiden Weltkriegen wurde im Hochmoor Gamperfin  Torf abgebaut. Nebst der Milchwirtschaft war früher auch der Obstbau von Bedeutung. Seit 1947 besteht im Grabserberg eine Mosterei.
Das Schulhaus Berg mit Kleinturnhalle wurde 1960 in Betrieb genommen. Es ersetzte das Schulhaus im Schluss, welches um 1817 gebaut wurde.

## Wirtschaft
Die Bevölkerung betreibt Landwirtschaft oder pendelt weg. Daneben bestehen einige Gewerbebetriebe.
Von überregionaler Bedeutung ist das Wander- und Erholungsgebiet Voralp mit dem Voralpsee.
Der Einwohnerverein Grabserberg betreibt einen Dorfladen. In der Alpsennerei Höhi-Voralp  werden von Mai bis September unter anderem Grabser Alpkäse und Voralp-Mutschli produziert.
Eine über die Gemeinde Grabs hinaus bekannte Spezialität der ortsansässigen Mosterei ist das „Chörbliwasser“, ein alkoholfreies, leicht milchig-trübes Destillat aus Süssdolden, das ähnlich schmeckt wie Anis und zumeist kalt und pur getrunken wird. Die Tradition des Kerbelwassers lässt sich in der Region bis ans Ende des 18. Jahrhunderts zurückverfolgen. In der Schweiz wird das „Chörbliwasser“ nur auf dem Grabserberg und im Emmental produziert.

## Verkehr
Neben der Hauptverbindungsstrasse aus Grabs führt eine Zufahrt aus dem Simmitobel bei Wildhaus auf den Grabserberg. Im öffentlichen Verkehr wird der Grabserberg und das Kurhaus Voralp von einer in Grabs ausgehenden Linie des Bus Sarganserland Werdenberg erschlossen.

## Sport
Der 1931 gegründete Skiclub Grabserberg (SC Grabserberg) führt jedes Jahr für den Ostschweizer Skiverband ein Rennen durch und trainiert eine eigene JO-Gruppe. National erfolgreich waren die Gebrüder Pascal und Luca Egloff im Skispringen.

## Bilder

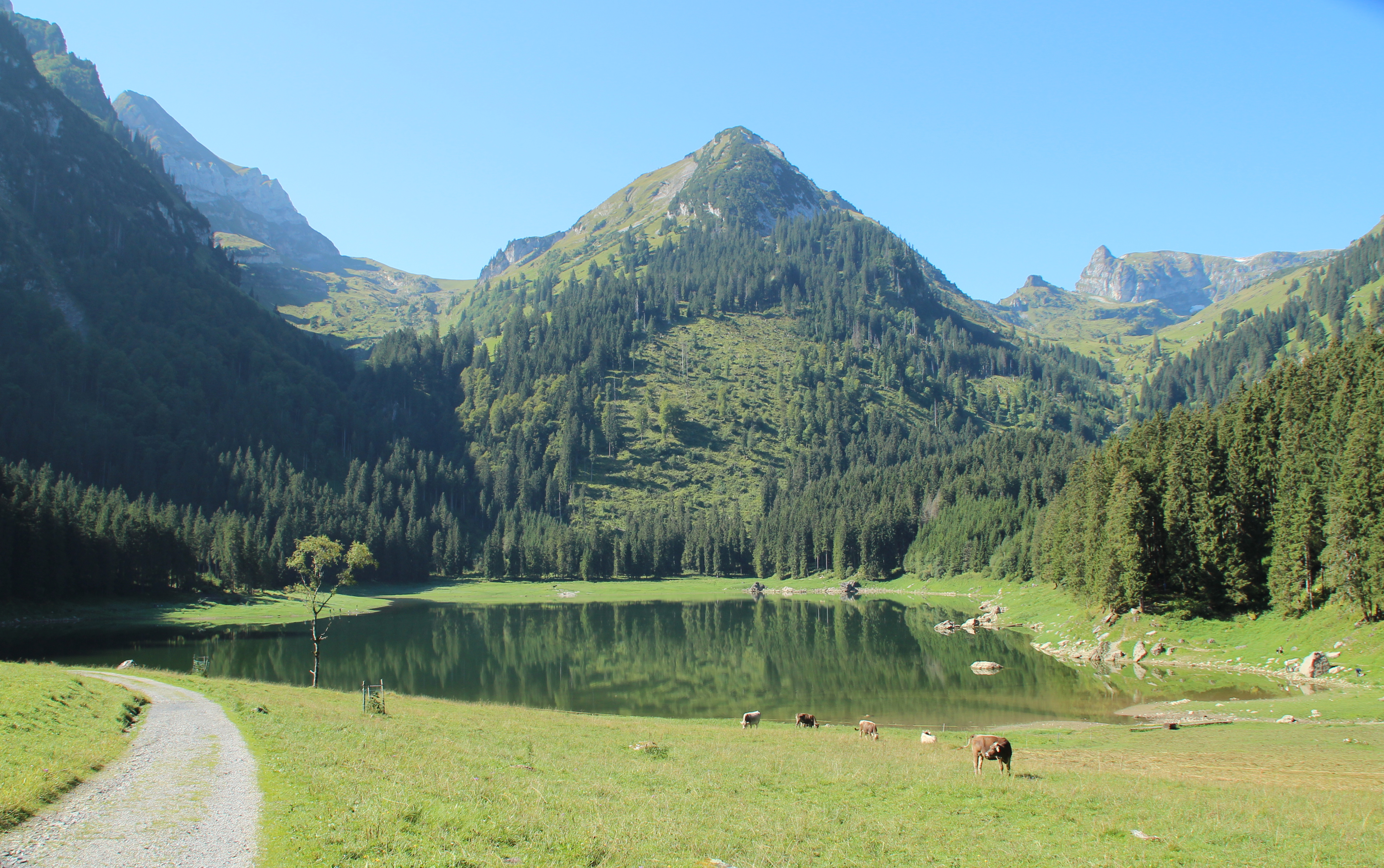
Voralpsee
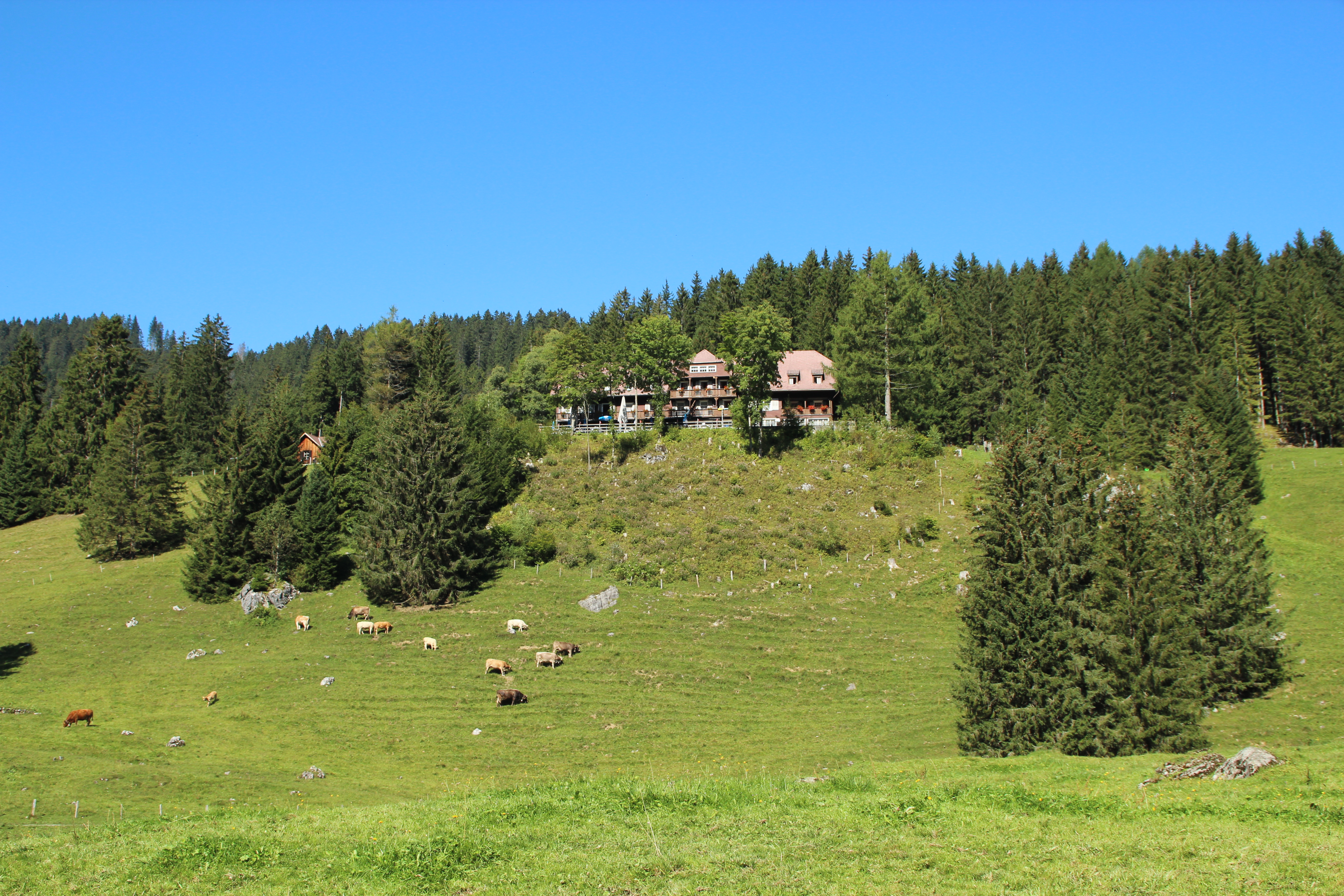
Das Kurhaus Voralp dient heute als Berggasthaus und Hotel.
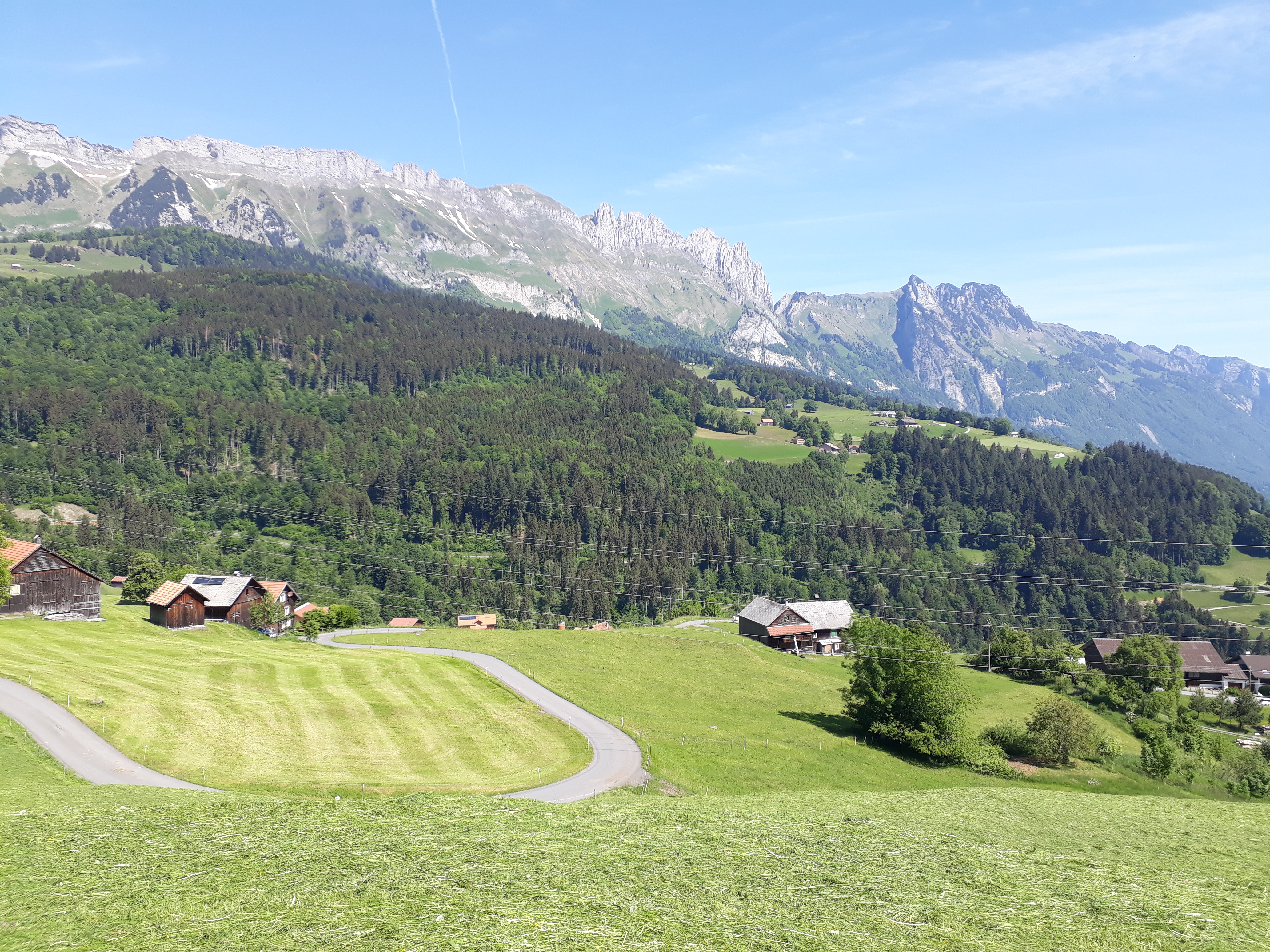
Blick vom Grabserberg auf die Kreuzberge
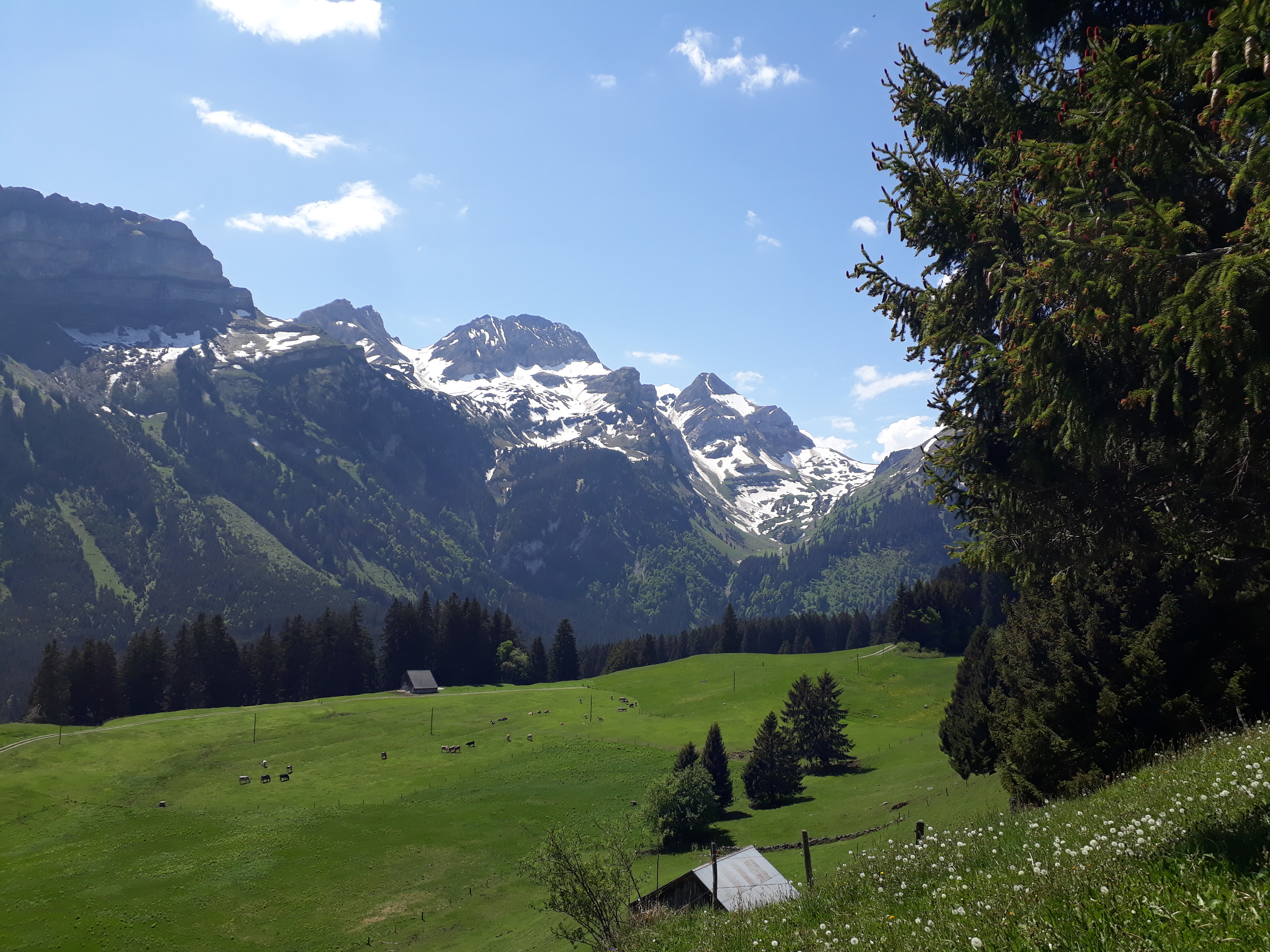
Grabserberg mit Margelkopf, Gamskopf und Sichelchamm (von links nach rechts)